# Arkitekturløbet
Arkitekturløbet er et motionsløb i København arrangeret af Copenhagen X, som har til formål at vise ny arkitetkur frem i København. Løbet blev første gang afholdt i 2008 og gik igennem Ørestad Nord, Islands Brygge og Kalvebod Brygge. I 2009 fandt løbet sted på Frederiksberg i området omkring Solbjerg Plads.